# Berliner Festspiele

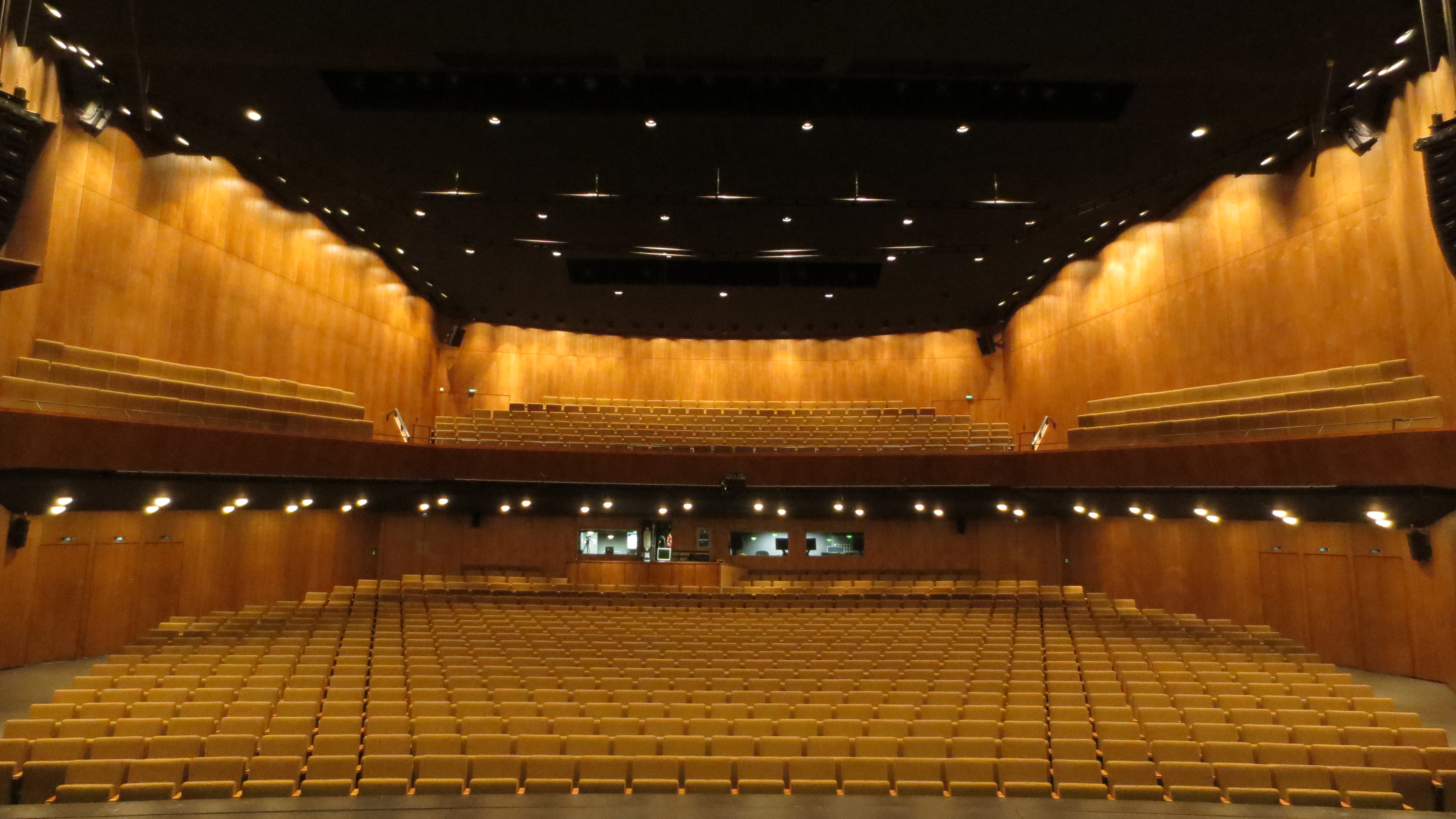
Große Bühne im Haus der Berliner Festspiele (2013)

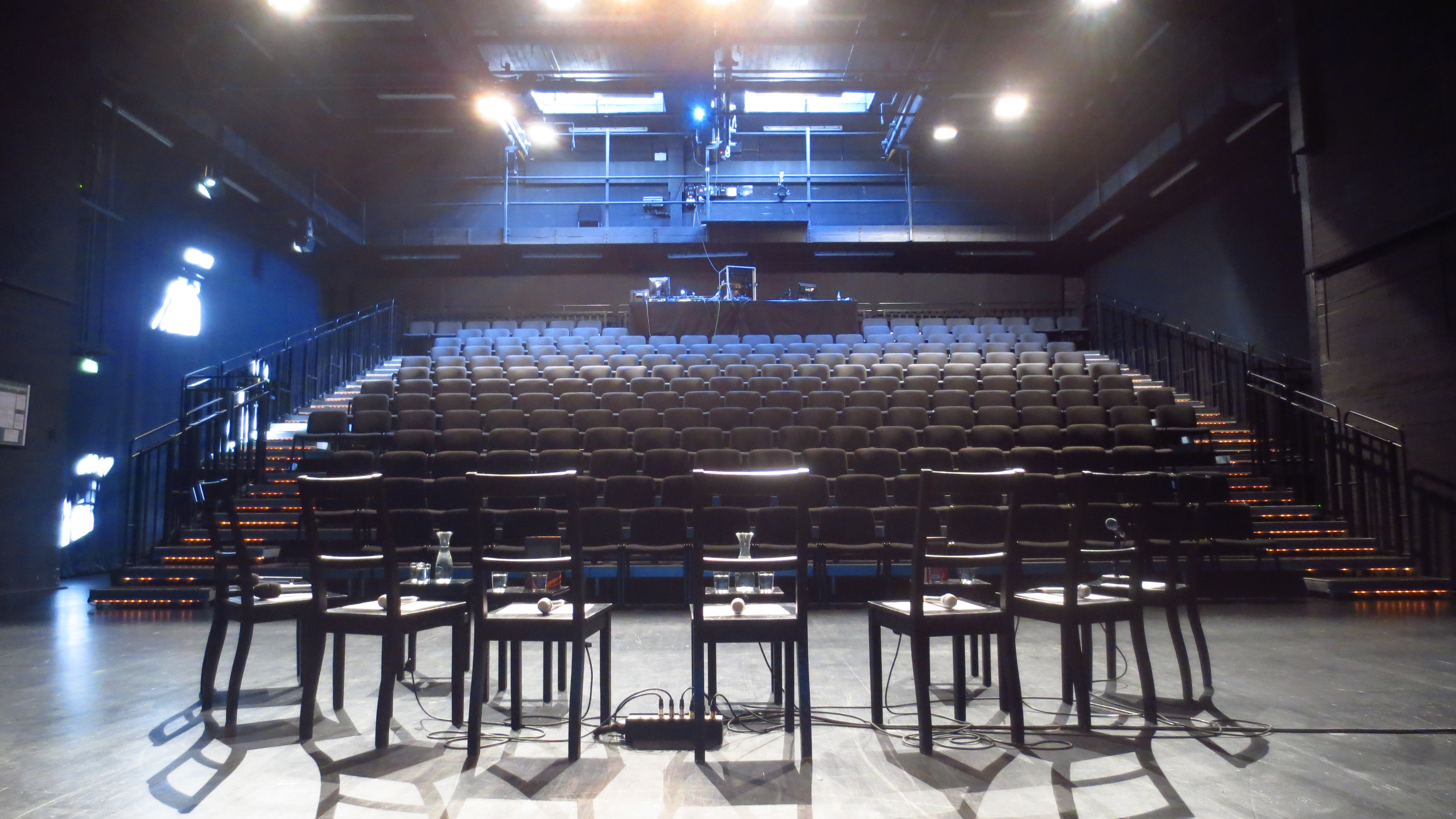
Seitenbühne im Haus der Berliner Festspiele (2014)

Die Berliner Festspiele organisieren und realisieren ganzjährig eine Vielzahl von eigenständigen Festivals sowie Ausstellungen und Einzelveranstaltungen in den Bereichen Musik, Theater, Performance, Tanz, Literatur und Bildender Kunst. Die Veranstaltungen finden hauptsächlich im Haus der Berliner Festspiele statt, aber auch an vielen anderen Orten der Stadt.
Seit 2001 ist auch der Martin-Gropius-Bau Teil der Berliner Festspiele. Das Ausstellungshaus wurde mit archäologischen und kulturhistorischen Ausstellungen, aber auch mit Ausstellungen moderner Kunst und Fotografie bekannt.
Die Berliner Festspiele zeigen überwiegend Kunst, die international, intermedial, interdisziplinär und interkulturell funktioniert. Ihre Formate sollen sowohl Übersicht und Orientierung als auch neue Verbindungen zwischen zeitgenössischer Kunst, technologischen Neuerungen und heterogenen Werk-, Diskurs- und Erlebnisformen schaffen. Der Jahreskalender umfasst derzeit 12–15 Ausstellungen, vier Festivals sowie vier Treffen junge Szene für Jugendliche zwischen 11 und 21 Jahren. Hinzu kommen genreübergreifende Programmreihen, Vermittlungsprogramme, internationale Gastspiele, Sonderveranstaltungen, Vermietungen und Konferenzen.
Die Berliner Festspiele mit dem Martin-Gropius-Bau sind ein Geschäftsbereich der Kulturveranstaltungen des Bundes in Berlin GmbH und werden gefördert von der Beauftragten der Bundesregierung für Kultur und Medien. Weitere Geschäftsbereiche sind das Haus der Kulturen der Welt sowie die Internationalen Filmfestspiele Berlin.
Von Januar 2012 bis Ende 2021 war Thomas Oberender Intendant der Berliner Festspiele. Zum  1. September 2022 übernahm Matthias Pees die Leitung.

## Festivals und Veranstaltungsreihen
- MaerzMusik (jährlich im März)
MaerzMusik ist ein internationales Festival für klangbezogene Kunstformen. Entwickelt aus der Multimodalität des Hörens, der zeitgenössischen Musik und des Klangs, öffnet das Festival einen Raum, in dem Leben, Kunst und Theorie neben- und miteinander bestehen können.
MaerzMusik ist das Nachfolgefestival der Musik-Biennale Berlin. Das 1967 in Ost-Berlin gegründete Internationale Fest für zeitgenössische Musik wurde von 1991 bis 2001 durch die Berliner Festspiele fortgeführt.
- Theatertreffen Berlin (jährlich im Mai)
Das Theatertreffen gilt als wichtigstes Branchenfestival des deutschsprachigen Theaters. Das Tableau der zehn „bemerkenswerten Inszenierungen“, die alljährlich von einer unabhängigen Kritikerjury aus rund 450 Aufführungen der Saison ausgewählt werden, gibt Aufschluss über den Status quo des deutschsprachigen Theaters. Gleichzeitig gibt es 2023 mit den zehn „Treffen“ eine Reihe von künstlerischen wie diskursiven Veranstaltungen, die neue Resonanzräume für das Theatertreffen eröffnen sollen. Die Treffen beinhalten auch davor bestehende Programmsäulen wie das Internationale Forum, Theatertreffen-Blog, Open Campus und Forum Ökologische Nachhaltigkeit im Theater.
Das Theatertreffen fand 1964 erstmals als „Berliner Theaterwettbewerb“ statt.
- Musikfest Berlin (jährlich Anfang September)
Das Musikfest Berlin ist das internationale Orchesterfestival der Berliner Festspiele, veranstaltet in Kooperation mit der Stiftung Berliner Philharmoniker. Es bildet jeweils im Spätsommer den Auftakt der Berliner Konzertsaison. Internationale Orchester, Instrumental- und Vokalensembles präsentieren gemeinsam mit den großen Symphonieorchestern der Stadt Berlin ein Festivalprogramm mit wechselnden thematischen Schwerpunkten.
Das Musikfest Berlin ist das Nachfolgefestival der traditionsreichen Berliner Festwochen, die 1951 gegründet wurden.
- Jazzfest Berlin (jährlich Anfang November)
Das Jazzfest Berlin wurde 1964 als Berliner Jazztage gegründet und zählt damit zu Europas ältesten und renommiertesten Jazzfestivals. Während die ersten beiden Festival-Dekaden geprägt waren von den Jazzgrößen aus den Vereinigten Staaten, hat sich das Spektrum inzwischen global geweitet, mit einem Schwerpunkt beim gegenwärtigen Jazz europäischer Provenienz. Das Festival folgt dem Anspruch, sowohl aufstrebenden Künstlern eine Plattform zu bieten als auch die anhaltende Vitalität der Kunstform Jazz zu transportieren.
- Treffen junge Szene
Die Treffen junge Szene der Berliner Festspiele widmen sich seit den 1980er Jahren der Förderung junger Talente in den Bereichen Theater, Literatur, Musik und seit 2014 Tanz. Sie werden vom Bundesministerium für Bildung und Forschung gefördert und richten sich speziell an jugendliche Teilnehmer. Zu den jährlichen Treffen gehören Workshops, Begegnungen und Gespräche mit Schriftstellern, Musikern, Theaterleuten, Journalisten und Verlegern. Die Treffen fassen die von den Berliner Festspielen durchgeführten Bundeswettbewerbe zusammen:
  - Theatertreffen der Jugend (Ende Mai/Anfang Juni)
  - Tanztreffen der Jugend (Ende September)
  - Treffen junger Autor*innen (Mitte November)
  - Treffen Junge Musikszene (Ende November)
- Performing Arts Season
Die Berliner Festspiele präsentieren seit Oktober 2023 eine Performing Arts Season, die jedes Jahr im Herbst und Winter ein Panorama internationaler Tanz-, Theater- und Performanceaufführungen auf die Bühne des Festspielhauses und in den Gropius Bau bringt.

## Geschichte
1951 fanden im Westteil Berlins zum ersten Mal die Berliner Festwochen (vom 5. bis 30. September) und die Internationalen Filmfestspiele statt. Kulturpolitisch konzipiert als „Schaufenster des Westens“ auf dem Höhepunkt des  Kalten Krieges bildeten beide Festivals jedoch von Beginn an einen kulturellen Brückenschlag zwischen Ost und West. In diesem Zeitraum fand auch der Berliner Autosalon auf dem Messegelände am Funkturm statt, nämlich vom 6. bis 16. September 1951.
In den folgenden Jahren verbanden sie sich zu einem Komplex eigenständiger, inhaltlich eng verbundener kultureller Veranstaltungen über das ganze Jahr hinweg, die ab 1967 von der zu diesem Zweck gegründeten Berliner Festspiele GmbH als organisatorischer Einheit getragen wurden. Im ersten Nachkriegsjahrzehnt bemühten sich die Berliner Festwochen vor allem darum, das Publikum wieder mit den internationalen Entwicklungen in Musik und Theater vertraut zu machen, von denen sich das nationalsozialistische Deutschland von 1933 bis 1945 isoliert hatte.  1951 gastierte Marcel Marceau zum ersten Mal in Berlin, 1952 kamen George Balanchine mit dem New York City Ballet und das Théâtre National Populaire Jean Vilars mit Gérard Philipe und der damals noch unbekannten Jeanne Moreau, 1953 Giorgio Strehler mit dem Piccolo Teatro di Milano. Die Sensation der Festwochen 1955 war das Gastspiel der Oper Lucia di Lammermoor der Mailänder Scala mit Herbert von Karajan und Maria Callas in der Titelrolle.
Herzstück der Berliner Festwochen war immer die klassische Musik. In Zusammenarbeit mit den Berliner Rundfunkanstalten in Kooperation mit der Deutschen Oper Berlin, dem Theater des Westens Berlin und der Berliner Philharmonie fanden zahlreiche internationale Konzerte statt. Eine große Bandbreite erstrangiger Orchester, Solisten und Dirigenten (wie Wilhelm Furtwängler, Leonard Bernstein, Karl Böhm, Herbert von Karajan, Claudio Abbado, Daniel Barenboim und Sir Simon Rattle) begeisterten das Festspielpublikum. Die Berliner Festwochen waren auch ein Ort der musikalischen Wiederbegegnungen – u. a. mit Igor Strawinsky, der hier 1961 Persephone und Oedipus Rex dirigierte, und Vladimir Horowitz, der 1986 nach über 50 Jahren erstmals wieder in Deutschland konzertierte.
1964 wurde unter der Bezeichnung Berliner Theaterwerkstatt das  Berliner Theatertreffen gegründet, das anfänglich noch im Rahmen der Berliner Festwochen, später dann von diesen abgekoppelt stattfand. Im selben Jahr entstand als Berliner Jazztage das Jazzfest Berlin, das ab 1965 ebenfalls unabhängig von den Festwochen agierte.
Die Berliner Festspiele ermöglichten dem Berliner Publikum in den Jahren seit ihrer Gründung die Begegnung mit dem Werk von Eugène Ionesco, Samuel Beckett und Edward Albee, mit der Theaterarbeit von Jean-Louis Barrault, Ingmar Bergman, Peter Brook, Patrice Chéreau, Tadeusz Kantor, Ariane Mnouchkine, Luca Ronconi, Robert Wilson und dem choreografischen Schaffen von Martha Graham, Pina Bausch, Merce Cunningham und William Forsythe.
Das Programm spiegelte dabei immer den Geist der Epoche wider, kennzeichnete Aufbruch und Endzeit – das Gastspiel des revolutionären Living Theatre (1966), die Erstaufführung von Hans Werner Henzes Cimarron (1970) und George Taboris Vietnam-Stück Pinkville (1971) genauso wie das chinesische Modellopernstück Das Rote Frauenbataillon (1976), das während Mao Tse-tungs letzten Tagen gespielt wurde.
In den 1970er Jahren verlor der Ost-West-Konflikt im Zuge der Entspannungspolitik seine alles beherrschende Position – die Kluft zwischen der nördlichen und der südlichen Hemisphäre wurde umso deutlicher, aber auch die Bereitschaft zur Auseinandersetzung mit dem kulturellen Reichtum der damals noch so genannten „Dritten Welt“ wuchs spürbar. Im Jahr 1979 veranstalteten die Berliner Festspiele unter der Leitung von Jochen R. Klicker und Gereon Sievernich das erste Horizonte - Festival der Weltkulturen mit Künstlern aus Afrika. Sievernich leitete auch die drei weiteren Festivals, die 1982 Lateinamerika, 1985 Ost- und Südostasien und 1989 dem Orient gewidmet waren. Der Erfolg dieser Veranstaltungen gab den Anstoß, 1989 auf der Grundlage eines Konzepts der Berliner Festspiele einen dauerhaften Ort der Auseinandersetzung mit der außereuropäischen Welt zu begründen: das Haus der Kulturen der Welt in der ehemaligen Kongresshalle im Tiergarten.
1981 wurde der Martin-Gropius-Bau mit der von den Berliner Festspielen konzipierten Ausstellung Preußen. Versuch einer Bilanz wieder eröffnet. Das war der Beginn einer Reihe großer kultur- und kunsthistorischer Ausstellungen. Es folgten u. a. Palastmuseum Peking – Schätze aus der verbotenen Stadt (1985); Europa und die Kaiser von China (1985), Europa und der Orient (1989), Japan und Europa (1993); Jüdische Lebenswelten (1992); Moskau-Berlin, Berlin-Moskau (1995/96), Deutschlandbilder – Kunst aus einem geteilten Land (1997/98). Im Jahr 2000 stand ein „Theatrum mundi“ der Gegenwart und ein Ausblick auf die Zukunft an: 7 Hügel – Bilder und Zeichen des 21. Jahrhunderts. 2006 war die spektakuläre Ausstellung Ägyptens versunkene Schätze zu sehen und eine umfassende Retrospektive der Bildenden Künstlerin Rebecca Horn.
Besonderer Höhepunkt der Festspiel-Geschichte war 1987 die 750-Jahr-Feier der Stadt Berlin mit ihrem umfangreichen Angebot an Ausstellungen, Musik-, Theater-, Film- und Open-Air-Veranstaltungen, die die Berliner Kulturinstitutionen ausrichteten und die unter der Schirmherrschaft der Berliner Festspiele stattfanden.
Der Förderung der zeitgenössischen Musik haben sich die Berliner Festspiele, bei aller Traditionspflege, in besonderem Maß verschrieben – vor allem unter Intendant Ulrich Eckhardt und Programmdirektor Torsten Maß. Über 1000 Auftragsproduktionen, Ur- und Erstaufführungen sowie umfassende Werkübersichten verzeichnet die Chronik. Darunter befinden sich Kompositionen von Pierre Boulez, John Cage, Hans Werner Henze, Olivier Messiaen, Mauricio Kagel, György Kurtág, Luigi Nono, Wolfgang Rihm, Kaija Saariaho, Karlheinz Stockhausen und Isang Yun.
Mit dem Antritt von Joachim Sartorius als Intendant der Berliner Festspiele im Jahre 2001 wurden die Traditionen aufgebrochen und verstärkt die aktuelle, junge Musik- und Theaterszene gefördert. Neue Formate sollten ein jüngeres Publikum ansprechen: 2004 wurden die Berliner Festwochen aufgelöst und ihre Schwerpunkte als eigenständige Festivals und Reihen weitergeführt. Das Musikprogramm wurde ab 2005 zum Musikfest Berlin, das Theaterprogramm zu spielzeit’europa und die Musikbiennale zu MaerzMusik – Festival für aktuelle Musik.
Das 2005 neu hinzugekommene internationale literaturfestival berlin (ilb), eine Veranstaltung der Peter-Weiss-Stiftung für Kunst und Politik, ergänzt als regelmäßige Gastveranstaltung seit 2005 jeden September die Festivalaktivitäten. Joachim Sartorius schrieb im ilb-Programmheft 2005 über das Festival, dieses „literarische Ausnahmeereignis von Weltrang schließt eine Lücke in der Reihe unserer Festivals“. Thomas Oberender wies im ilb-Programmheft 2015 darauf hin, dass das Festival „sich seit jeher als Fürsprecher politisch und gesellschaftlich Verfolgter versteht“, was es zu einem „so wertvollen Gast“ im Haus der Berliner Festspiele mache. Neben dem Literaturfestival ist die Peter-Weiss-Stiftung regelmäßig mit Sonderveranstaltungen im Haus der Berliner Festspiele zu Gast. Unter anderem traten Janne Teller (2012), Scott McCloud (2015) und Salman Rushdie (2015) im Festspielhaus auf.
2012 bis 2021 übernahm Thomas Oberender die Leitung der Berliner Festspiele. Unter seiner Intendanz wurden verstärkt Themen wie Immersion, die Effekte des digitalen Kulturwandels auf die künstlerische Praxis, Performativität, alternative künstlerische Produktionsweisen und genreübergreifende Ansätze verhandelt, sowohl in künstlerischen Formaten als auch im Rahmen von Diskussionsreihen und -veranstaltungen.
2012 wurde Foreign Affairs gegründet, das internationale Performing Arts Festival der Berliner Festspiele, das bis 2016 Bestand hatte. Es löste das Format spielzeit’europa ab und zeigte Arbeiten von u. a. Kyohei Sakaguchi, Nature Theater of Oklahoma, William Forsythe, Boris Charmatz, Hofesh Shechter, Jan Fabre, Ragnar Kjartansson, Angélica Liddell, William Kentridge und Forced Entertainment. Künstlerische Leiterin der ersten Ausgabe 2012 war Frie Leysen, Künstlerischer Leiter von 2013 bis 2016 war Matthias von Hartz. Ebenfalls 2012 erschien die erste Ausgabe der Berliner Festspiele Edition, die dem Publikum seltene Texte  zugänglich macht.
2013 startete die Veranstaltungsreihe Ein Tag mit …: Bis 2016 wurde regelmäßig ein Künstler und sein Kosmos im Haus der Berliner Festspiele präsentiert.
Von 2013 bis 2015 wurden sowohl Gastspiele großer Kompanien wie Sasha Waltz & Guests, Robert Wilson, Nederlands Dans Theater und Les Ballets C de la B im Haus der Berliner Festspiele präsentiert als auch Ausstellungen mit Arbeiten von Anish Kapoor, Barbara Klemm, Ai Weiwei und Tino Sehgal im Martin-Gropius-Bau realisiert.
2016 startete die Programmreihe Immersion, die bis 2021 Bestand hatte. Sie entwickelte ein mehrjähriges Veranstaltungskonzept zwischen Ausstellung und Aufführung, das sowohl im Haus der Berliner Festspiele als auch im Martin-Gropius-Bau präsentiert wurde. Vorgestellt wurden Werkformen, die das Publikum nicht von außen betrachtet, sondern in die es eintritt und die es erlebend koproduziert. Die Programmreihe hatte den Anspruch, Erlebniszonen zwischen Theateraufführungen, Diskursveranstaltungen und Installationen zu schaffen. Gezeigt wurden u. a. Arbeiten von Philippe Parreno, Mona El Gammal und Ed Atkins sowie mehrere interdisziplinäre Ausstellungsformate, die Ausstellung und Aufführung verbanden.
2016 und 2017 fanden im Martin-Gropius-Bau Ausstellungen mit Arbeiten von u. a. Isa Genzken, William Kentridge und Omar Fast statt.
2017 und 2018 zeigte die Programmschiene Circus zeitgenössische Circus-Produktionen u. a. von Compagnie du Chaos und Ockham’s Razor sowie ein zweitägiges interdisziplinäres Festival.
2018 bis 2021 präsentierte die Programmreihe The New Infinity Auftragsarbeiten zeitgenössischer Künstler, die in Planetarien und auf Fulldome-Festivals weltweit gezeigt wurden. Darunter waren audiovisuelle Arbeiten von u. a. David OReilly, Agnieszka Polska und Robert Lippok & Lucas Gutierrez.
2018 waren erneut Gastspiele der Choreografen Alain Platel und Hofesh Shechter, die zweite Kompanie des Nederlands Dans Theater und die Shanghai Kunqu Opera Company mit Die vier Träume von Linchuan im Haus der Berliner Festspiele zu erleben – vier Klassiker des Kunqu, der ältesten Form der China-Oper, die in Berlin erstmals als kompletter Zyklus aufgeführt wurden.
Anfang 2018 übernahm Stephanie Rosenthal die Direktion des Gropius Bau. Neben Arbeiten von Lee Bul waren u. a. die Kunstbestände von Cornelius Gurlitt, Filme der kubanisch-amerikanischen Künstlerin Ana Mendieta sowie eine Ausstellung archäologischer Funde aus ganz Deutschland zu sehen.
2019 präsentierte Taylor Mac im Rahmen der Programmreihe Immersion an vier Abenden je ein Kapitel von „A 24-Decade History of Popular Music“. Die 24-stündige Show, die mit 246 Popsongs durch 240 Jahre amerikanischer Geschichtsschreibung führt, erlebte im Haus der Berliner Festspiele nicht nur ihre Europapremiere, sondern auch die einzige Aufführung dieser ungekürzten Version in Europa. Mit Reden über Veränderung wurde eine Diskussionsreihe etabliert, bei der Protagonisten aus unterschiedlichen Lebens- und Wirkungsbereichen u. a. über die Zukunft der Arbeit oder Visionen für das Europa von morgen debattierten, Gäste waren u. a. Fabian Hinrichs, Roger de Weck, Ulrike Guérot, Johann König und Maryam Zaree. Im Gropius Bau wurden Arbeiten von u. a. Theaster Gates, Bani Abidi, Wu Tsang sowie Gruppenausstellungen zum Motiv des Gartens und zu Machtstrukturen, die auf Teilung und Spaltung basieren, gezeigt.
2020 wurden viele Veranstaltungspunkte der Berliner Festspiele aufgrund der Corona-Pandemie teilweise oder vollständig digital präsentiert. Im Gropius Bau fanden Ausstellungen von u. a. Otobong Nkanga, Akinbode Akinbiyi, Lee Mingwei sowie die Gruppenausstellung Masculinities statt sowie im Rahmen der Programmreihe Immersion das Projekt Down to Earth zum Thema Nachhaltigkeit.
Auch 2021 wurden viele Veranstaltungen digital oder hybrid präsentiert. Neben der umfassenden Retrospektive von Yayoi Kusama zeigte der Gropius Bau Arbeiten von u. a. Hella Jongerius und Zheng Bo sowie die Gruppenausstellung The Cool and the Cold. Malerei aus den USA und der UdSSR 1960–1990. Im Oktober wurde im Rahmen des Projekts The Sun Machine Is Coming Down das Internationale Congress Centrum Berlin für zehn Tage geöffnet und mit Performances, Artistik, Musik, Filmen und Installationen bespielt.
Wie im September 2021 bekannt wurde, übernimmt ab September 2022 Matthias Pees die Leitung der Berliner Festspiele.
2023 findet erstmals das interdisziplinäre Festival Performing Exiles statt, das von Matthias Lilienthal in Beratung mit dem Performancekünstler Rabih Mroué kuratiert wird.
Der Gropius Bau startet 2023 das erste Programm zum Thema Künstliche Intelligenz (KI), das sowohl online als auch offline stattfindet. Es konzentriert sich auf die utopischen und poetischen Möglichkeiten von Künstlicher Intelligenz.
Von Oktober 2023 bis März 2024 findet zum ersten Mal die Performing Arts Season statt. Die Programmreihe zeigt internationale Produktionen aus den Bereichen Theater, Tanz und Performance. Kurator und Programmleiter ist Yusuke Hashimoto.
Das Architekturkollektiv raumlaborberlin transformiert im Frühjahr und Sommer 2024 den Parkplatz neben dem Gropius Bau in „Radical Playgrounds. From Competition to Collaboration“. Kuratiert wird der Kunstparcours von Joanna Warsza und Benjamin Foerster-Baldenius.
Unter dem Titel „Reflexe und Reflexionen: Der 7. Oktober, der Gaza-Krieg und die Debatte in Deutschland“ kuratieren Saba-Nur Cheema und Meron Mendel im Juni 2024 vier Thementage, die eine Brücke sowohl zwischen künstlerischen und diskursiven Beiträgen als auch zwischen immer unversöhnlicher erscheinenden politischen Positionen schlagen sollen.

## Chronik
| Jahr                   | Geschehen |
| ---------------------- | --- |
| 1951                   | Gründung der Berliner Festwochen. Finanzierung zunächst durch die westlichen Alliierten, ab 1953 durch das Land Berlin. Zusammen mit den Internationalen Filmfestspielen wurde eine organisatorische Einheit als nachgeordnete Behörde geschaffen.                                 |
| 1951                   | 1. Internationale Filmfestspiele Berlin und 1. Berliner Festwochen: 153.000 Besucher in 250 Vorstellungen |
| 1951 bis 1962          | Intendant: Gerhart von Westerman |
| 1963                   | Intendant: Wolfgang Stresemann |
| 1964 bis 1967          | Intendant: Nicolas Nabokov |
| 1964                   | 1. Berliner Theaterwettbewerb – ab 1966 Theatertreffen und 1. Berliner Jazztage (Leitung: Joachim Ernst Berendt) – ab 1981 JazzFest Berlin |
| 1967                   | Gründung der Berliner Festspiele GmbH. Die Finanzierung wird zu gleichen Teilen vom Land Berlin und der Bundesrepublik Deutschland übernommen. |
| 1968                   | Intendant: Peter Löffler |
| 1969 bis 1972          | Intendant: Walther Schmieding |
| 1973 bis 2000          | Intendant: Ulrich Eckhardt |
| 1977                   | Umzug aus der Bundesallee in die Budapester Str. 48/50 |
| 1979 bis 1989          | Horizonte – Festival der Weltkulturen (alle drei Jahre). 1989 geht daraus die ehemalige Kongresshalle als eigenständiges Haus der Kulturen der Welt hervor. |
| 1980                   | 1. Schüler-Theatertreffen – ab 1985 Theatertreffen der Jugend, die Ergebnisse des Bundeswettbewerbs Schüler machen Theater. |
| 1981                   | Mit der Ausstellung Preußen – Versuch einer Bilanz wird im Rahmen der Berliner Festwochen der Martin-Gropius-Bau wiedereröffnet. Die Berliner Festspiele beginnen damit eine lange Reihe bedeutender kunsthistorischer Ausstellungen.                                              |
| 1984                   | 1. Treffen Junger Liedermacher – ab 1991 Treffen Junge Musik-Szene zeigt Ergebnisse des Bundeswettbewerbs Schüler machen Lieder. |
| 1986                   | 1. Treffen Junger Autoren – vorgestellt werden die Ergebnisse des Bundeswettbewerbs Schüler schreiben. |
| 1987                   | Konzeption und Durchführung der Feierlichkeiten zur 750-Jahr Feier der Stadt Berlin u. a. mit Stadtfest, SternStunden und Wasserkorso. Zum ersten Mal Berliner Lektionen im Renaissance-Theater. Aus der Ausstellung Topographie des Terrors entsteht eine eigenständige Stiftung. |
| 1988                   | Musiksommer und weitere Veranstaltungen im Rahmen von E 88 – Berlin Kulturstadt Europas. |
| 1991                   | Die Musik-Biennale Berlin wird aus der ehemaligen DDR übernommen |
| 1999 bis 2001          | Koordination der Feierlichkeiten zur Jahrtausendwende in Berlin, u. a. Ausstellung 7 Hügel – Bilder und Zeichen des 21. Jahrhunderts im Martin-Gropius-Bau. |
| 2001 bis 2011          | Intendant: Joachim Sartorius |
| 2001                   | Umzug in die ehemalige Freie Volksbühne, Schaperstraße 24. Die Berliner Festspiele haben damit erstmals ein eigenes Theater: das Haus der Berliner Festspiele. Sie werden jetzt ausschließlich durch den Bund finanziert.                                                          |
| 2002                   | 1. MaerzMusik – Festival für aktuelle Musik in der Nachfolge der Musik-Biennale Berlin. |
| 2002                   | Fusion mit dem Haus der Kulturen der Welt, dem Martin-Gropius-Bau und den Internationalen Filmfestspielen Berlin zur Kulturveranstaltungen des Bundes in Berlin GmbH (KBB). |
| 2004                   | 1. spielzeit’europa – Internationale Tanz- und Theatergastspiele im Haus der Berliner Festspiele. |
| 2005                   | 1. Musikfest Berlin in Zusammenarbeit mit der Stiftung Berliner Philharmoniker, als Nachfolge-Festival der Festwochen. Das 2001 gegründete internationale literaturfestival berlin wird in die Obhut der Berliner Festspiele übernommen.                                           |
| 2012 bis 2021          | Intendant: Thomas Oberender |
| 2012 bis 2016          | Foreign Affairs – Festival für Theater und performative Künste |
| 2013 bis 2016          | Veranstaltungsreihe Ein Tag mit ... |
| 2015                   | Umbenennung MaerzMusik – Festival für aktuelle Musik zu MaerzMusik – Festival für Zeitfragen |
| 2016 bis 2021          | Programmreihe Immersion |
| 2017 bis 2018          | Programmschiene Circus |
| 2018 bis 2021          | Programmreihe The New Infinity |
| seit 1. September 2022 | Intendant: Matthias Pees |
| 2023                   | 1. Performing Arts Season – Ein Panorama internationaler Tanz-, Theater- und Performanceaufführungen |